# 阿萊德島 (阿拉斯加州)

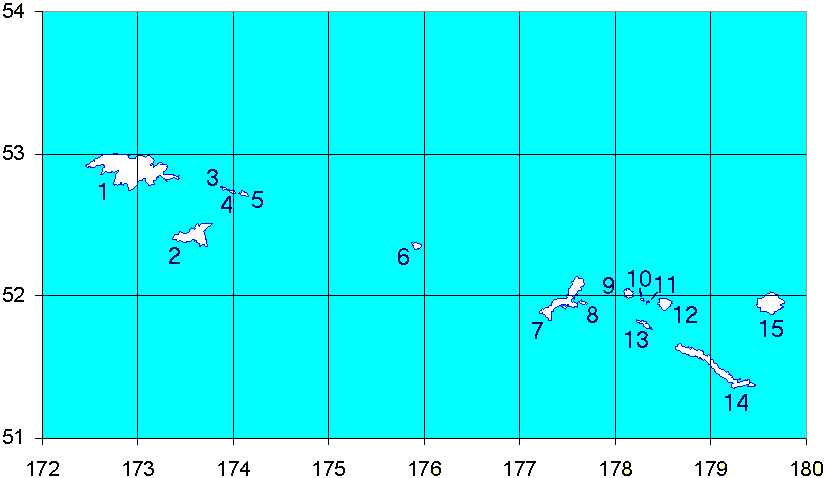

阿萊德島是美國的島嶼，位於太平洋海域，屬於塞米奇群島的一部分，由阿拉斯加州負責管轄，面積5平方公里，最高點海拔高度204米，島上無人居住。
52°45′46″N 173°53′53″E / 52.76278°N 173.89806°E